# Myrmarachne guaranitica
Myrmarachne guaranitica är en spindelart som beskrevs av Galiano 1969. Myrmarachne guaranitica ingår i släktet Myrmarachne och familjen hoppspindlar. Inga underarter finns listade i Catalogue of Life.